# 調和映射
數學上，在黎曼流形M和N之間的一個（光滑）映射，稱為調和映射，如果這個映射是狄利克雷能量泛函
{\displaystyle E(\varphi )=\int _{M}\|d\varphi \|^{2}\,d\operatorname {Vol} .}
的一個臨界點。
試想像M是橡膠做的，N是大理石做的，形狀由其度量決定，而映射φ:M→N給出把橡膠「貼附」在大理石上的方式。E(φ)就表示因橡膠的張力產生的彈性位能。用這個比喻，φ稱為調和映射，如果把橡膠「鬆開」，但仍限制要處處與大理石接觸時，那麼橡膠已經在平衡的位置，所以不會「縮回」到另一個形狀。
從完備黎曼流形到非正截面曲率的完備黎曼流形存在調和映射，這個結果是Eells & Sampson (1964)證出。

## 數學定義
給出黎曼流形(M,g), (N,h)和映射φ:M→N，定義φ在M中一點x上的能量密度為
{\displaystyle e(\varphi )={\frac {1}{2}}\|d\varphi \|^{2}}
其中{\displaystyle \|d\varphi \|^{2}}是φ的微分的範數平方，範數是對向量叢T*M⊗φ−1TN上的導出度量而取。能量是能量密度在M上的積分
{\displaystyle E(\varphi )=\int _{M}e(\varphi )\,dv_{g}={\frac {1}{2}}\int _{M}\|d\varphi \|^{2}\,dv_{g}}
其中dvg是M上由度量導出的測度。這是古典狄利克雷能量的推廣。
能量密度可以更明確地表作
{\displaystyle e(\varphi )={\frac {1}{2}}\operatorname {trace} _{g}\varphi ^{*}h.}
用愛因斯坦求和約定，上式右方在局部座標中可表示為：
{\displaystyle e(\varphi )={\frac {1}{2}}g^{ij}h_{\alpha \beta }{\frac {\partial \varphi ^{\alpha }}{\partial x^{i}}}{\frac {\partial \varphi ^{\beta }}{\partial x^{j}}}.}
當M是緊緻時，則φ稱為調和映射，若φ是能量泛函E的一個臨界點。這個定義可以延伸至M不是緊緻的情況：φ稱為調和映射，若φ限制到任一個緊緻區域上都是調和映射，換一個更通常的說法，就是若在索伯列夫空間H1,2(M,N)中φ是能量泛函一個臨界點。
調和映射的另一個等價定義，就是φ滿足與泛函E對應的歐拉-拉格朗日方程：
{\displaystyle \tau (\varphi )\ {\stackrel {\text{def}}{=}}\ \operatorname {trace} _{g}\nabla d\varphi =0}
其中∇是向量叢T*M⊗φ−1上由M和N的列維-奇維塔聯絡導出的聯絡。式中τ(φ)是向量叢φ−1(TN)的截面，稱為φ的張力場。用上文的物理比喻來說，τ(φ)是「橡膠」流形M要使能量極小化時在N中擬欲移動的方向。

## 例子
- 恆等映射和常映射是調和映射。
- 若M是實數線R（或圓S1），也就是說φ是N上的一條曲線（或閉曲線），那麼φ是調和映射當且僅當φ是測地線。（這時上述的橡膠與大理石比喻，就變為測地線常用的橡皮圈比喻。）
- 若N是歐氏空間Rn，那麼φ是調和映射當且僅當φ是通常意義上的調和函數（即拉普拉斯方程的一個解）。這是狄利克雷原理的結果。若φ是滿射到N的開子集上的微分同胚，則φ給出一個調和座標系。
- 在歐氏空間中的極小曲面都是調和浸入。
- 更一般地，N中的極小子流形M是從M到N的調和浸入。
- 全測地映射都是調和映射。（此時不僅∇dφ*h的跡（trace），連∇dφ*h也變為零。）
- 凱勒流形間的任何全純映射都是調和映射。

## 度量空間的調和映射
對於兩個度量空間之間的映射u : M → N這個比黎曼流形弱的場合，能量積分也有相應的推廣。(Jost 1995)這時用以下形式的函數代替能量積分：
{\displaystyle e_{\epsilon }(u)(x)={\frac {\int _{M}d^{2}(u(x),u(y))\,d\mu _{x}^{\epsilon }(y)}{\int _{M}d^{2}(x,y)\,d\mu _{x}^{\epsilon }(y)}}}
其中με
x是依附在M每一點上的測度族。

## 外部連結
- MathWorld: Harmonic map （页面存档备份，存于）
- Harmonic maps bibliography （页面存档备份，存于）